# Quảng Chính
Quảng Chính là một xã thuộc huyện Quảng Xương, tỉnh Thanh Hóa, Việt Nam.

## Địa giới hành chính
Xã Quảng Chính nằm ở phía nam của huyện Quảng Xương.
- Phía đông giáp xã Quảng Thạch
- Phía nam giáp thị xã Nghi Sơn (ranh giới tự nhiên là sông Yên) và xã Quảng Trung
- Phía tây giáp xã Quảng Trung và huyện Nông Cống (ranh giới tự nhiên là sông Yên).
- Phía bắc giáp xã Quảng Khê.

## Lịch sử hành chính
Vùng đất thuộc xã Quảng Chính ngày nay, vào đầu thế kỉ 19 thuộc các tổng Thái Lai và Thủ Hộ, huyện Quảng Xương, phủ Tĩnh Gia, nội trấn Thanh Hóa.
Sau năm 1945, thuộc xã Hoa Lư, huyện Quảng Xương. Năm 1948, các xã Hoa Lư, Ký Con và Lý Thường Kiệt sáp nhập thành xã Quảng Chính, tên gọi Quảng Chính xuất hiện từ đây. Năm 1954, một phần lãnh thổ xã Quảng Chính được tách ra để lập các xã Quảng Trung, Quảng Thạch, Quảng Nham và Quảng Khê.
Xã Quảng Chính gồm các làng: 
- Làng Đại Đồng: thành lập từ cuối thế kỉ 16; đầu thế kỉ 19 là thôn Đại Lộc thuộc xã Quan Phương, tổng Thái Lai; từ năm 1954, thôn Đại Lộc được chia về hai xã là Quảng Chính và Quảng Trung; từ năm 1963 lấy tên là Đại Đồng
- Làng Chính Đa: thành lập từ đầu thế kỉ 15 với tên là Giáp Đa; từ năm 1947 lấy tên là Chính Đa; năm 1950 chia thành hai thôn là Chính Đa và Thanh Xuân.
- Làng Thanh Xuân: thành lập từ thế kỉ 16, tên ban đầu là Phú Thiện.
- Làng Phú Thiện: từ năm 1947 lấy tên là Chính Phú.
- Làng Ngọc Diêm: thành lập từ cuối thế kỉ 15 với tên là làng Si; sau năm 1945 đổi là Ngọc Diêm; từ năm 1947 lấy tên là Chính Diêm; từ năm 1963 lấy tên là Thống Nhất.